# 1 vs. 100 (Xbox 360 tvspel)
1 vs 100 var en massivt multiplayer online Xbox Live-anpassning av trivia-spelprogrammet med samma namn.